# Communauté de communes de la Forêt
La communauté de communes de la Forêt est une communauté de communes du département du Loiret et de la région Centre-Val de Loire en France.

## Géographie

### Géographie physique
Située dans le centre-ouest du département du Loiret, la communauté de communes de la Forêt regroupe 10 communes et présente une superficie de 209 km2.

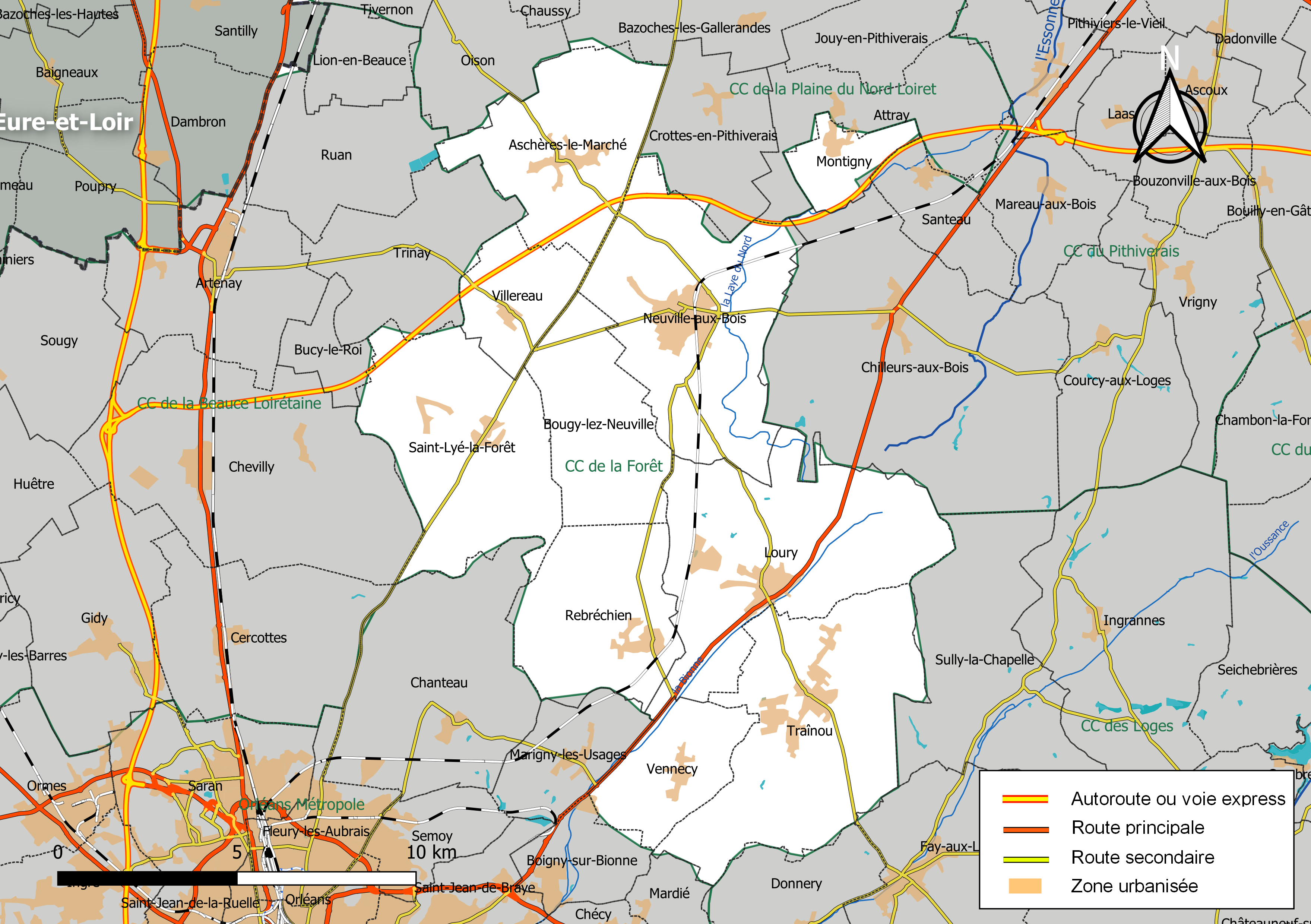
Carte de la communauté de communes de la Forêt au 1er janvier 2019.

### Composition

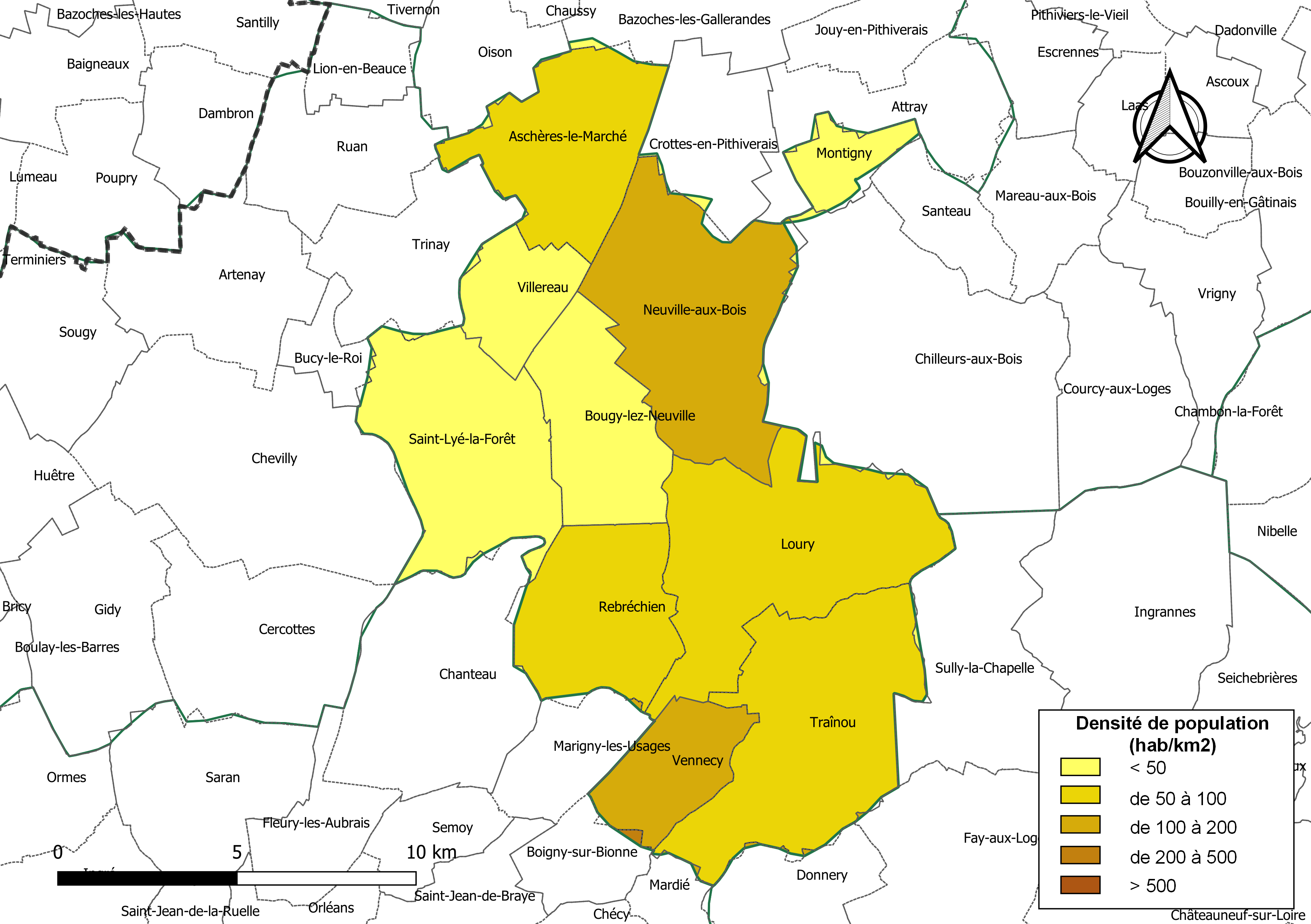
Carte des densités de population (millésimée 2016) des communes de la communauté de communes de la Forêt. Composition en communes au 1er janvier 2019.

La communauté de communes est composée des 10 communes suivantes :

| Nom                       | Code Insee | Gentilé         | Superficie (km2) | Population (dernière pop. légale) | Densité (hab./km2) |
| ------------------------- | ---------- | --------------- | ---------------- | --------------------------------- | ------------------ |
| Neuville-aux-Bois (siège) | 45224      | Neuvillois      | 31,74            | 4 984 (2022)                      | 157                |
| Aschères-le-Marché        | 45009      | Aschérois       | 20,9             | 1 140 (2022)                      | 55                 |
| Bougy-lez-Neuville        | 45044      | Belgiacobois    | 16,73            | 156 (2022)                        | 9,3                |
| Loury                     | 45188      | Louryens        | 34,36            | 2 582 (2022)                      | 75                 |
| Montigny                  | 45214      | Montignois      | 5,36             | 243 (2022)                        | 45                 |
| Rebréchien                | 45261      | Rebriocastinois | 19,19            | 1 396 (2022)                      | 73                 |
| Saint-Lyé-la-Forêt        | 45289      | Laëtiens        | 27,22            | 1 235 (2022)                      | 45                 |
| Traînou                   | 45327      | Trianiens       | 33,68            | 3 419 (2022)                      | 102                |
| Vennecy                   | 45333      | Venneciens      | 10,71            | 2 045 (2022)                      | 191                |
| Villereau                 | 45342      | Villereautins   | 9,12             | 401 (2022)                        | 44                 |

## Démographie
| 1968  | 1975  | 1982   | 1990   | 1999   | 2006   | 2011   | 2016   |
| ----- | ----- | ------ | ------ | ------ | ------ | ------ | ------ |
| 7 484 | 8 825 | 10 918 | 12 906 | 13 853 | 15 112 | 15 812 | 16 521 |

## Compétences
- Aménagement de l'espace communautaire
- Développement économique
- Protection et mise en valeur de l'environnement
- Acquisition d'immeubles utiles à l'exercice des compétences communautaires
- Construction, entretien des équipements culturels, sportifs et de loisirs déclarés d'intérêt communautaire
- Étude et mise en place de transports intercommunaux
- Voirie
- Mise en place et gestion d'un système d'information géographique et, en particulier, numérisation des cadastres de l'ensemble des communes membres
- Action sociale

## Historique

### Présidents successifs
Présidents depuis 1998 et leurs mandats municipaux respectifs à l'époque de leur présidence : 
- Depuis 2020 : Jean-François Deschamps, Adjoint au maire d'Aschères-le-Marché[4]
- 2014-2020 : Marie-Claude Donnat, 1re adjointe au maire de Loury
- 2008-2014 : Bernard Léger, maire de Loury
- 2004-2008 : Marianne Dubois, maire de Neuville-aux-Bois, Députée du Loiret
- 2001-2004 : Jean-Pierre Rolland, maire de Loury
- 1998-2001 : Marc Andireu, maire de Loury, conseiller général du Loiret, conseiller régional du Centre

### Développement
- 1er janvier 2013 : adhésion de la commune de Bougy-lez-Neuville
- 1er janvier 2011 : adhésion de la commune de Trainou
- 4 août 2006 : adhésion de la commune d'Aschères-le-Marché
- 1er janvier 2006 : adhésion de la commune de Saint-Lyé-la-Forêt
- 4 juillet 2005 : adhésion de la commune de Villereau
- 29 juin 2004 : lancement d'une étude sur le devenir de la communauté
- 10 juin 2004 : élection d'un nouveau président (Marianne Dubois, Maire de Neuville)
- 8 avril 2004 : démission du président Jean-Pierre Rolland
- 6 février 2003 : retrait de la commune de Sully-la-Chapelle
- 13 novembre 2002 : adhésion de la commune de Vennecy
- 31 décembre 1998 : arrêté de périmètre et création de la communauté de communes

## Identification
Identification SIREN : 244500484

## Sources
- Le splaf - (Site sur la Population et les Limites Administratives de la France)
- La base aspic - (Accès des Services Publics aux Informations sur les Collectivités)